# A Western Demon
A Western Demon er en amerikansk stumfilm fra 1922 af Robert McKenzie.

## Medvirkende
- William Fairbanks som Ned Underwood
- Marilyn Mills som Rose Dale
- Monte Montague som Joe Dalton
- Murray Miller
- Billy Franey